# Kasia von Szadurska
Margarethe Casimirowna Schadursky-Sternberg, conhecida como Kasia von Szadurska (Moscou, 23 de fevereiro de 1886 – Berlim, 3 de abril de 1942) foi uma pintora, ilustradora e artista gráfica expressionista alemã.

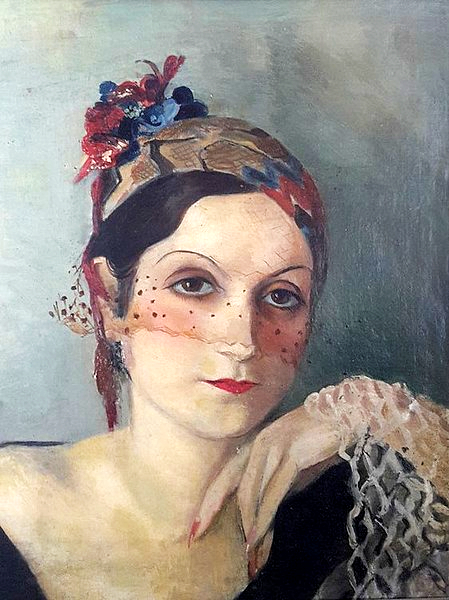
Szadurska - Autorretrato